# Alucita
Alucita Linnaeus, 1758 è un genere cosmopolita di lepidotteri, appartenente alla famiglia Alucitidae, che annovera 194 specie.

## Etimologia
Il nome del genere deriva dal termine latino alucĭta, che stava a indicare una specie di zanzara.

## Descrizione
Si tratta di piccole falene dalle abitudini notturne o al più crepuscolari, caratterizzate da una peculiare struttura delle ali, che si presentano suddivise in sei lobi ciliati, tanto da assumere la forma di singolari "piume".

### Adulto

#### Capo
I chaetosemata sono assenti; nell'apparato boccale, i palpi labiali appaiono lunghi e ricurvi, col secondo articolo munito di setole sensoriali; la spirotromba è totalmente priva di scaglie anche nella parte basale.
Le antenne, filiformi in entrambi i sessi, hanno una lunghezza pari a poco più della metà dell'ala anteriore, con scapo privo di pecten.

#### Torace
Non sono presenti organi timpanici posti sui somiti del torace.
Le zampe possono avere scaglie piliformi molto allungate; l'epifisi è sempre presente, mentre la formula degli speroni tibiali è 0-2-4.
Le ali sono suddivise in sei lobi ciliati, che nel complesso danno l'impressione di una sorta di "piuma"; in particolare, le divisioni sono situate tra Rs ed M, tra i rami di M (solo due nell'ala posteriore), tra M3 e CuA, tra i rami di CuA e, solo nell'ala posteriore, dopo CuA. Nell'ala posteriore, Sc+R confluisce su Rs.
Pterostigma e CuP sono assenti, come pure la spinarea. La colorazione delle ali, sulla pagina superiore, varia dal biancastro al giallo ocra, fino al marrone più intenso, con macchie reniformi oppure zigzaganti, più scure rispetto alle tonalità di fondo.
L'apertura alare è compresa tra 7 e 28 mm.

#### Addome
Il II sternite addominale appare completamente rivestito di scaglie, e presenta un sistema di venature convergenti "a V", in direzione caudale.
Sui tergiti III-VI, si osservano strette bande anteriori costituite da minute spinule.
Nell'apparato genitale maschile, l'uncus è affusolato e talvolta bifido; i socii sono assenti; i bracci laterali dello gnathos si uniscono a formare un lungo processo mediano, spesso appuntito; i transtilla possono essere presenti; le gonapofisi sono ridotte, di solito larghe alla base e più strette all'apice; il vinculum risulta ben sclerificato ma privo di sacculus; pure la juxta appare ben sclerificata, con due processi laterali; l'edeago è corto e tozzo, spesso con un solo cornutus.
Nel genitale femminile, le papille anali sono sottili e le apofisi alquanto corte (risulta solo un po' più lunga quella posteriore); il ductus bursae è corto, ampio e membranoso; il corpus bursae si mostra arrotondato; l'ovopositore è di lunghezza modesta.

### Uovo
L'uovo è alquanto appiattito e pseudocilindrico; il corion mostra esternamente un reticolo di piccoli rilievi.

### Larva

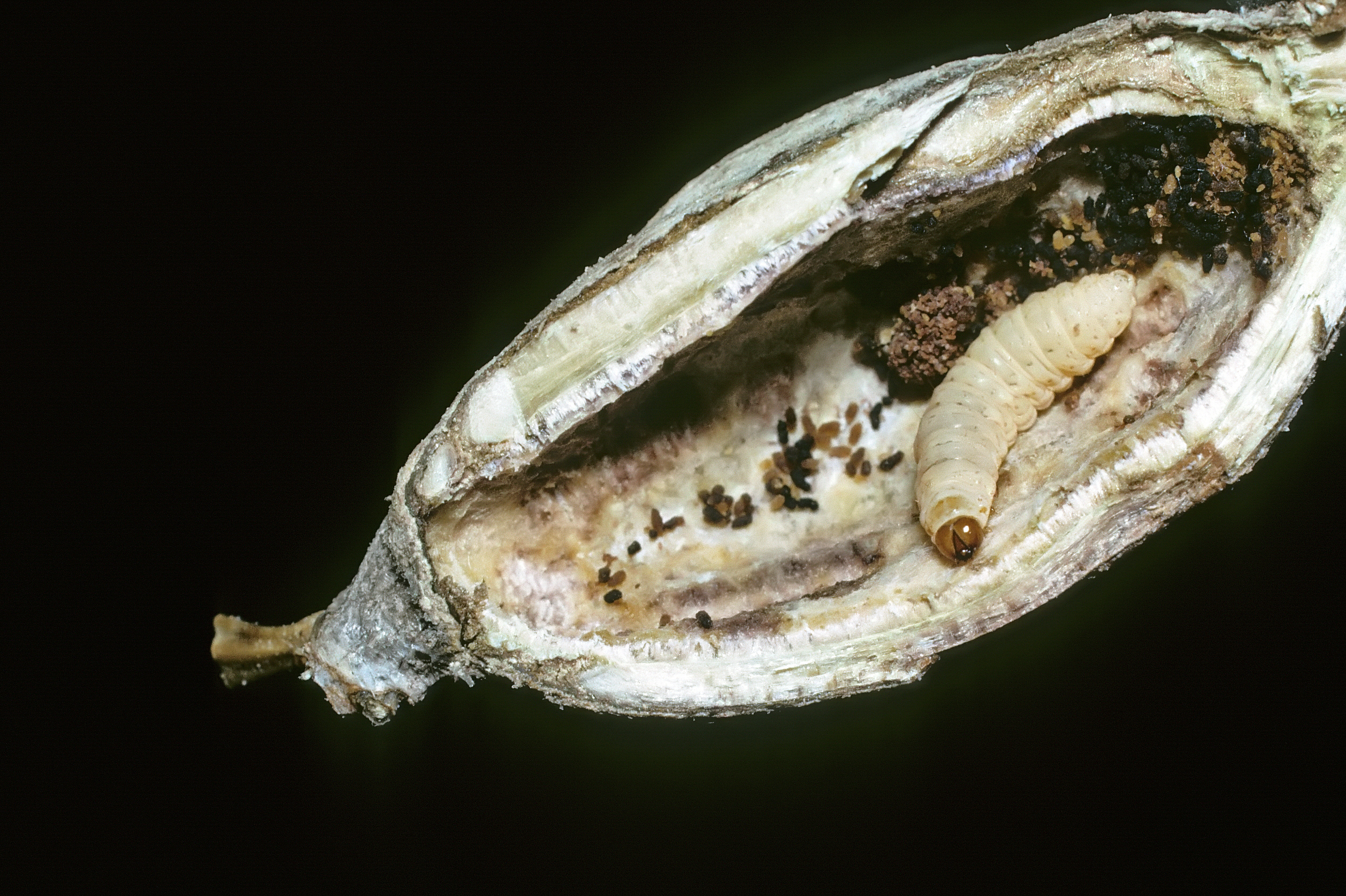
Larva di alucitide

Il bruco appare tozzo, con capo semiprognato e sei stemmata per lato; è contraddistinto dalla presenza di un processo retto dal submentum.
Le pseudozampe appaiono corte e tozze,; munite di un singolo ordine di uncini, disposti a formare un cerchio più o meno completo; gli stigmi sono piccoli e tondeggianti.
Le setole laterali L1 ed L2 si trovano su un singolo pinaculum nei segmenti addominali I-VIII, mentre L3 si trova in posizione più caudale.
Sul protorace si osservano due setole L rette da un pinaculum e altre due setole subventrali (SV) su un altro pinaculum; sul meso- e metatorace, sono presenti ancora due setole L su un pinaculum, ma le setole SV sono ridotte a una; si ha una singola setola SV sul I e sul VII-IX segmento addominale, mentre il II segmento ne ha due e i segmenti III-VI ne hanno tre; l'unica setola subdorsale (SD1) è molto lunga e retta da un proprio pinaculum.

### Pupa

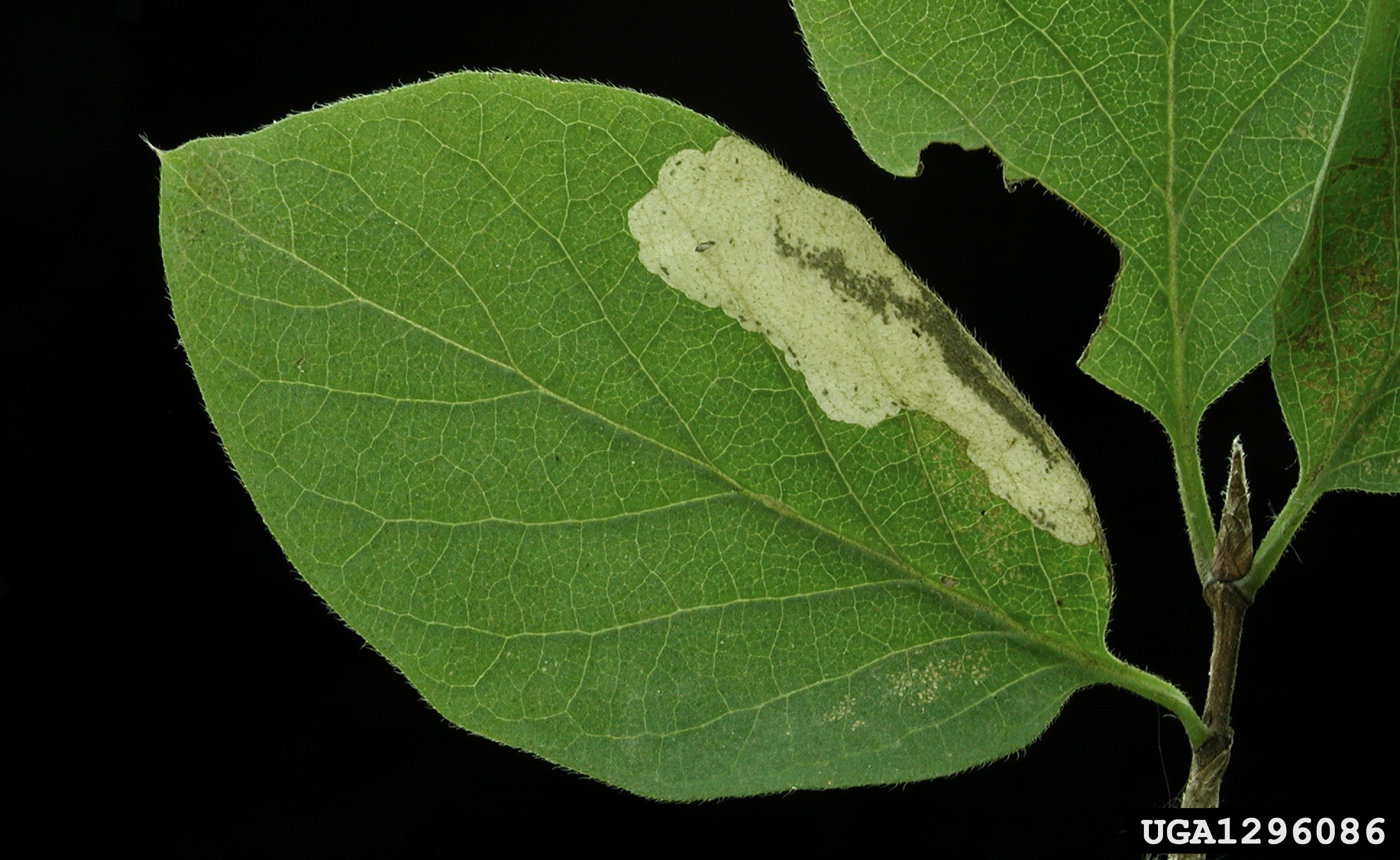
Mina fogliare di Alucita hexadactyla

La pupa è alquanto tozza e provvista di appendici unite tra loro e rispetto al corpo.
Il capo appare allargato e provvisto di una sutura epicraniale, ma è privo di palpi mascellari; la spirotromba si mostra corta, così come le antenne.
Il protorace risulta più stretto del mesotorace, e gli spiracoli tracheali appaiono costretti in una fessura compresa tra i due segmenti. I femori delle zampe anteriori sono esposti.
I segmenti addominali I-IV sono immobili e gli spiracoli sono piccoli e tondeggianti. L'addome si mostra privo di spinule sulla superficie dorsale.
Il cremaster è assente, ma il X segmento addominale regge un gruppo di circa sei robuste setole uncinate.

## Biologia

### Ciclo biologico
Dopo la fecondazione, le uova sono deposte singolarmente nei tessuti della pianta nutrice.
Le larve sono minatrici fogliari e si possono accrescere alle spese di meristemi, fiori e frutti, provocando in alcuni casi la formazione di cecidi su piante di Centaurea (Asteraceae) e Scabiosa (Caprifoliaceae).
L'impupamento può avvenire all'interno di un bozzolo sericeo, ma in alcune specie si osserva anche la formazione di un astuccio costituito in parte da sedimenti, che si può rinvenire tra gli strati della lettiera o comunque in punti riparati del sottobosco; in questi casi, la pupa non emerge dal bozzolo.
Gli adulti della maggior parte delle specie sono mobili durante la notte oppure al crepuscolo.

### Periodo di volo
La biologia di alcuni membri del genere Alucita è ancora sconosciuta o poco nota, tuttavia, le specie eurasiatiche sembrano essere di regola bivoltine, con un primo periodo di volo compreso tra i mesi di maggio e giugno e un secondo tra luglio e agosto.

### Alimentazione
Le piante nutrici appartengono a diverse famiglie:
- Asteraceae Bercht. & J. Presl, 1820
  - Centaurea L., 1753
    - Centaurea jacea L., 1753 (fiordaliso stoppione)
- Bignoniaceae Juss., 1789
  - Pandorea (Endl.) Spach, 1840
    - Pandorea jasminoides (Lindl.) K.Schum., 1894
    - Pandorea pandorana (Andrews) Steenis, 1928

  - Tecoma Juss., 1789
    - Tecoma fulva (Cav.) G.Don, 1838
- Caprifoliaceae Juss., 1789
  - Knautia L., 1753
    - Knautia arvensis (L.) Coult., 1823 (ambretta)

  - Lonicera L., 1753 (caprifogli)
    - Lonicera microphylla Willd. ex Schult., 1819
    - Lonicera nummulariifolia Jaub. & Spach, 1843
    - Lonicera periclymenum L., 1753
    - Lonicera quinquelocularis Hard., 1799

  - Scabiosa L., 1753
    - Scabiosa columbaria L., 1753
- Lamiaceae Martinov, 1820
  - Ballota L., 1753 (marrubi o cimiciotte)
    - Ballota bullata Pomel, 1874

  - Colquhounia Wall., 1822
    - Colquhounia coccinea Wall., 1822

  - Stachys L., 1753
    - Stachys alpina L., 1753 (betonica alpina)
    - Stachys recta L., 1767
    - Stachys sylvatica L., 1753 (stregona dei boschi)

  - Vitex L., 1753
    - Vitex parviflora A.Juss., 1806
    - Vitex trifolia L., 1753
- Putranjivaceae Endl., 1841
  - Drypetes Vahl, 1807
    - Drypetes deplanchei (Brongn. & Gris) Merr., 1951
- Rubiaceae Juss., 1789
  - Coffea L., 1753
    - Coffea arabica L., 1753 (pianta del caffè)

  - Hypobathrum Blume, 1826
    - Hypobathrum frutescens Blume, 1826

  - Plectroniella Robyns, 1928
    - Plectroniella armata (K.Schum.) Robyns, 1928

  - Psydrax Gaertn., 1788
    - Psydrax odorata (G.Forst.) A.C.Sm. & S.P.Darwin, 1988 (Alahe)
    - Psydrax oleifolia (Hook.) S.T.Reynolds & R.J.F.Hend, 2004
    - Psydrax parviflora (Afzel.) Bridson, 1985

### Parassitoidismo
Sono noti fenomeni di parassitoidismo ai danni delle larve di Alucita, da parte di diverse specie di imenotteri appartenenti alle superfamiglie Chalcidoidea e Ichneumonoidea; tra queste citiamo:
- Chalcidoidea Latreille, 1817
  - Eupelmidae Walker, 1833
    - Eupelmus sp. Dalman, 1820
    - Reikosiella melina Yoshimoto, 1969
- Ichneumonoidea Latreille, 1802
  - Braconidae Nees, 1811
    - Bracon pectoralis (Wesmael, 1838)
    - Chelonus (Microchelonus) retusus (Nees, 1816)
    - Chelonus (Microchelonus) rugicollis Thomson, 1874

  - Ichneumonidae Latreille, 1802
    - Campoplex multicinctus Gravenhorst, 1829
    - Heterischnus truncator (Fabricius, 1798)
    - Hyposoter vividus (Holmgren, 1860)
    - Pristomerus hawaiiensis Perkins, 1910
    - Scambus inanis (Schrank, 1802)

## Rilevanza economica
La specie Alucita coffeina (Viette, 1958), del Gabon, provoca ingenti danni alle coltivazioni di caffè.

## Distribuzione e habitat
Questo genere è presente in tutte le ecozone, ma con un minore numero di specie nel Neartico.

## Tassonomia
Alucita fu istituito da Linneo nel 1758 come sottogenere di Phalaena. Benché Fabricius avesse riconosciuto già nel 1775 a questo taxon il rango di genere, nei decenni successivi, diversi entomologi (e.g. Meyrick) ritennero più appropriato adottare Orneodes Latreille, 1796 quale genere tipo per la famiglia, che veniva allora chiamata Orneodidae. Fu Neave, nel 1939 che citò "Alucita Fabricius, 1775, Syst. Ent.:  667." come primo utilizzo storicamente accertato di questo nome, trasformando ipso facto Orneodes in un sinonimo. Alucita fu inserito nella famiglia Alucitidae da Dugdale et al., in Kristensen nel 1999.

### Specie
Il genere comprende 194 specie diffuse in tutto il mondo:
- Alucita aarviki Ustjuzhanin & Kovtunovich, 2016 - Zootaxa, 4126(4):  533.-547 (Malawi)
- Alucita abenahoensis Gielis, 2009 - Bol. Soc. Ent. Arag. 44:  16. (Papua Nuova Guinea)
- Alucita acalles (Walsingham, 1915) - Biol. C.-Amer. Ins. Lep. Het. 4:  450. (Costa Rica)
- Alucita acalyptra (Meyrick, 1913) - Ann. Transv. Mus. 3:  269. (Malawi, Sudafrica, Camerun)
- Alucita acascaea  (Turner, 1913) - Proc. Roy. Soc. Queensland 24:  161. (Australia)
- Alucita acutata Scholz & Jäckh, 1994 - Alexanor 18(4):  40. (Europa, presente anche in Italia meridionale, Sicilia e Sardegna)
- Alucita adriendenisi B.Landry & J.-F.Landry, 2004 - Can. Ent. 136(4):  553.-579 (Canada e Stati Uniti d'America)
- Alucita agapeta (Turner, 1913) - Proc. Roy. Soc. Queensland 24:  161. (Australia)
- Alucita amalopis (Meyrick, 1927) - Insects of Samoa B.M. (N.H.) parte 3, fasc. 2:  96. (Samoa)
- Alucita ancalopa (Meyrick, 1922) - Exot. Micr. 2:  409. (Brasile e Guyana francese)
- Alucita anemolia (Meyrick, 1929) - Exot. Micr. 3:  533. (India)
- Alucita anticoma (Meyrick, 1929) - Exot. Micr. 3:  536. (Nuova Guinea)
- Alucita aramsolkiensis Gielis, 2009 - Bol. Soc. Ent. Arag. 44:  17. (Papua Nuova Guinea)
- Alucita araxella Zagulajev, 2000 - Entom. Obozr. 80(7):  813 (PDF). URL consultato l'8 novembre 2017 (archiviato dall'url originale il 15 luglio 2013).-821 (Armenia)
- Alucita argyrospodia (Diakonoff, 1954) - Verh. Kon. ned. Akad. v. Wet., Afd. Nat. (2) 50 no. 1:  184. (Nuova Guinea)
- Alucita arriguttii (Pastrana, 1960) - Rev. Soc. ent. Argent. 22: 89 (Bolivia)
- Alucita atomoclasta (Meyrick, 1934) - Ann. Mag. N. H. (10) 14: 401 (São Tomé e Príncipe)
- Alucita baihua (Yang, 1977) - Moths N. China 1: 259 tav. 10 fig. 26 (Cina)
- Alucita baliochlora (Meyrick, 1929) - Exot. Micr. 3:  535. (Nuova Guinea)
- Alucita balioxantha (Meyrick, 1921) - Exot. Micr. 2:  406. (Repubblica del Congo)
- Alucita beinongdai (Yang, 1977) - Moths N. China 1: 260 tav. 10, fig. 27 (Cina)
- Alucita besongi Ustjuzhanin & Kovtunovich, 2018 - Zootaxa 777:  134. (Camerun)
- Alucita bidentata Scholz & Jäckh, 1994 - Alexanor 18(4):  17. (Europa meridionale, presente anche in Italia settentrionale, meridionale e Sardegna)
- Alucita brachyphimus (Hering, 1917) - Stett. Ent. Zeitung 78:  191. (Nuova Guinea)
- Alucita brachyzona (Meyrick, 1920) - Ann. S. Afr. Mus. 17:  293. (Sudafrica)
- Alucita bridarollii (Pastrana, 1951) - An. Soc. cient. argent. 152:  122. (Paraguay)
- Alucita brunnea (Fletcher, 1925) - Trans. Ent. Soc. Lond. 1925: 637 fig. 22 (America meridionale)
- Alucita budashkini Zagulajev, 2000 - Entom. Obozr. 80(7):  813 (PDF) (archiviato dall'url originale il 15 luglio 2013).-821 (Ucraina)
- Alucita bulgaria Zagulajev, 2000 - Entom. Obozr. 80(7):  813 (PDF). URL consultato l'8 novembre 2017 (archiviato dall'url originale il 15 luglio 2013).-821 (Ucraina)
- Alucita butleri (Wallengren, 1875) - Oef. Vet. Akad. 32(1): 130 (Sudafrica)
- Alucita canariensis Scholz & Jäckh, 1994 - Alexanor 18(4): 26 (Canarie)
- Alucita cancellata (Meyrick, 1907) - Trans. Ent. Soc. Lond. 1907:  510. (Eurasia, presente anche in Italia settentrionale e meridionale)
- Alucita caucasica Zagulyaev, 1986 - Opredeliteli Faune SSR 43(144): 220 (Armenia)
- Alucita capensis (C.Felder, 1875) - Reise Novara, tav.  140, fig. 63 (Sudafrica)
- Alucita certifica (Meyrick, 1910) - Ann. Transv. Mus. 2:  4, tav. 2, fig. 4 (Sudafrica, Namibia)
- Alucita chloracta (Meyrick, 1908) [datato 1907] - Trans. Ent. Soc. Lond. 1907:  507. (Benin, Camerun)
- Alucita cinnerethella (Amsel, 1935) - Mitt. Zool. Mus. Berl. 20: 293 (Palestina)
- Alucita coffeina (Viette, 1958) - Bull. Inst. Franc. Afr. Noire (A) 20: 457 (Gabon, Repubblica Centrafricana, Camerun)
- Alucita compsoxantha (Meyrick, 1924) - Exot. Micr. 3:  95. (Zimbabwe)
- Alucita crococyma (Meyrick, 1937) - Exot. Micr. 5: 119 (Sudafrica)
- Alucita cyanophanes (Meyrick, 1934) - Exot. Micr. 4: 506 (Indonesia)
- Alucita cymatodactyla Zeller, 1852 - Linn. Ent. 6:  413. (Eurasia, presente anche in Italia settentrionale e meridionale)
- Alucita cymographa (Meyrick, 1929) - Exot. Micr. 3:  536. (Nuova Guinea)
- Alucita danunciae Vargas, 2011 - Neotrop. Entomol. 40(1):  85 (PDF). (Cile)
- Alucita debilella Scholz & Jäckh, 1994 - Alexanor 18(4): 54 (Spagna)
- Alucita deboeri Gielis, 2009 - Bol. Soc. Ent. Arag. 44:  19. (Papua Nuova Guinea)
- Alucita decaryella (Viette, 1956) - Bull. Soc. zool. Fr. 81: 89 (Madagascar)
- Alucita dejongi Gielis, 2009 - Bol. Soc. Ent. Arag. 44:  19. (Papua Nuova Guinea)
- Alucita denticulata (Yano, 1963) - Pacif. Ins. 5(4):  864 (PDF). (Nuova Guinea e Micronesia)
- Alucita desmodactyla Zeller, 1847 - Isis 40:  908. (Eurasia e Tunisia, presente anche in Italia settentrionale e meridionale)
- Alucita devosi Gielis, 2009 - Bol. Soc. Ent. Arag. 44:  19. (Papua Nuova Guinea)
- Alucita dohertyi (Walsingham, 1909) - Ent. M. Mag. 45:  174. (Kenya, Tanzania e Uganda)
- Alucita ectomesa (Hering, 1917) - Stett. Ent. Zeit. 78:  190. (Tanzania)
- Alucita entoprocta (Hering, 1917) - Stett. Ent. Zeit. 78:  193. (Tanzania)
- Alucita escobari Ustjuzhanin & Kovtunovich, 2018 - Zootaxa 777:  129. (Camerun)
- Alucita eteoxantha (Meyrick, 1929) - Exot. Micr. 3:  533. (Nuova Guinea)
- Alucita eudactyla (Felder, 1875) - Reise Novara, tav.  140, fig. 62 (Colombia, Brasile e Antille)
- Alucita eudasys (Diakonoff, 1954) - Verh. Kon. ned. Akad. v. Wet., Afd. Nat. (2) 50 no. 1:  177. (Nuova Guinea)
- Alucita eurynephela (Meyrick, 1929) - Exot. Micr. 3:  534. (Nuova Guinea)
- Alucita euscripta Minet, 1976 - Bull. Soc. ent. Fr. 81(1-2): 41, fig. d (Madagascar)
- Alucita ferruginea (Walsingham, 1881) - Trans. Ent. Soc. Lond. 1881:  285. (Sudafrica)
- Alucita flavicincta (Walsingham, 1915) - Biol. C.-Amer. Ins. Lep. Het. 4:  450. (Messico, Giamaica e Indie occidentali)
- Alucita flaviserta (Meyrick, 1921) - Ann. Transv. Mus. 8(2):  107. (Mozambico)
- Alucita flavofascia (Inoue, 1956) - Tinea, 4(2): 258 (Giappone)
- Alucita fletcheriana (Ghesquière, 1940) - Ann. Mus. Congo belge Zool.(3) Sect. ii 7: 37 (Repubblica Democratica del Congo)
- Alucita fokami Ustjuzhanin & Kovtunovich, 2018 - Zootaxa 777:  131. (Camerun)
- Alucita fumosa (Diakonoff, 1948) - Treubia 19: 214 (Indonesia)
- Alucita grammodactyla Zeller, 1841 - Isis 34:  869. (Europa centrale, meridionale e orientale, probabilmente presente anche in Italia settentrionale)
- Alucita habrophila (Meyrick, 1920) - Ann. S. Afr. Mus. 17:  293. (Sudafrica)
- Alucita helena Ustjuzhanin, 1993 - Vestn. Zool. 4: 83 (Russia e Mongolia)
- Alucita hemicyclus (Hering, 1917) - Stett. Ent. Zeitung 78:  192. (Tanzania)
- Alucita hexadactyla (Linnaeus, 1758) - Syst. Nat. Ed. 10:  542. no.305 (Europa, presente anche in Italia settentrionale, meridionale e Sardegna) (specie tipo)
- Alucita hofmanni (Pagenstecher, 1900) - Zoologica 29:  242. (Arcipelago di Bismarck)
- Alucita homotrocha (Meyrick, 1921) - Ann. Transv. Mus. 8(2):  108. (Zimbabwe, Namibia)
- Alucita huebneri Wallengren, 1859 - Skand. Fjäderm.:  24 (GIF). (Europa, presente anche in Italia settentrionale, meridionale e Sardegna)
- Alucita hypocosma (Meyrick, 1934) - Iris 48: 28 (Cina)
- Alucita iberica Scholz & Jäckh, 1994 - Alexanor 18(4):  44. (Spagna, presente anche in Italia continentale e Sicilia)
- Alucita idiocrossa (Meyrick, 1936) - Exot. Micr. 4: 625 (Giava)
- Alucita illuminatrix (Meyrick, 1929) - Exot. Micr. 3:  537. (Camerun)
- Alucita imbrifera (Meyrick, 1929) - Exot. Micr. 3:  538. (Congo)
- Alucita inflativora Gielis & Buszko, 2009 - In: van Harten, Arthropod fauna of the UAE 2: 458–462 (Emirati Arabi Uniti)
- Alucita iranensis Scholz & Jäckh, 1994 - Alexanor 18(4): 34 (Iran)
- Alucita ischalea (Meyrick, 1905) - Journ. Bomb. Nat. Hist. Soc. 16:  583. (Sri Lanka)
- Alucita ithycypha (Meyrick, 1927) - Exot. Micr. 3:  373. (Sudafrica)
- Alucita japonica (Matsumura, 1931) - 6000 Ill. Ins. Japan-Emp.: 1059, fig. 2087 (Giappone, Corea e Cina)
- Alucita janeceki Ustjuzhanin & Kovtunovich, 2018 - Zootaxa 777:  133. (Camerun)
- Alucita jujuyensis (Pastrana, 1954) - Physis 20: 491 (Argentina)
- Alucita karadagica Zagulajev, 2000 - Entom. Obozr. 80(7):  813 (PDF). URL consultato l'8 novembre 2017 (archiviato dall'url originale il 15 luglio 2013).-821 (Ucraina)
- Alucita klimeschi Scholz, 1997 - Alexanor 20(1): 51 (Turchia e Cipro)
- Alucita kosterini Ustjuzhanin, 1999 - Far East. Ent. 68,  5 (PDF) (archiviato dall'url originale l'11 novembre 2016). (Tagikistan)
- Alucita lackneri Gielis, 2009 - Bol. Soc. Ent. Arag. 44:  20. (Papua Nuova Guinea)
- Alucita lalannei B.Landry & J.-F.Landry, 2004 - Can. Ent. 136(4):  553.-579 (Canada)
- Alucita libraria (Meyrick, 1911) - Ann. Transv. Mus. 2:  221. (Sudafrica)
- Alucita lidiya Ustjuzhanin & Kovtunovich, 2018 - Zootaxa 777:  126. (Camerun)
- Alucita longipalpella (Caradja, 1939) - Iris 53: 24 (Cina)
- Alucita longipenis Ustjuzhanin & Kovtunovich, 2018 - Zootaxa 777:  125. (Camerun)
- Alucita loxoschista (Meyrick, 1930) - Exot. Micr. 4: 86 (Uganda)
- Alucita ludmila Ustjuzhanin & Kovtunovich, 2018 - Zootaxa 777:  127. (Camerun, Nigeria e Ghana)
- Alucita lyristis (Meyrick, 1911) - Journ. Bomb. Nat. Hist. Soc. 21:  107. (India)
- Alucita mabilabolensis Gielis, 2009 - Bol. Soc. Ent. Arag. 44:  21. (Papua Nuova Guinea)
- Alucita magadis (Meyrick, 1907) - Trans. Ent. Soc. Lond. 1907:  510. (India)
- Alucita major (Rebel, 1905) - Annl. Naturh. Hofmus. Wien 20:  210. (Europa meridionale e orientale, presente anche in Italia settentrionale, meridionale, Sicilia e Sardegna)
- Alucita malawica Ustjuzhanin & Kovtunovich, 2016 - Zootaxa, 4126(4):  533.-547 (Malawi)
- Alucita manneringi Gielis, 2009 - Bol. Soc. Ent. Arag. 44:  21. (Papua Nuova Guinea)
- Alucita maxima (Turati, 1924) - Atti Soc. ital. Sci. Nat. 63: 151 (Libia)
- Alucita megaphimus (Hering, 1917) - Stett. Ent. Zeitung 78:  191. (Camerun)
- Alucita melanodactyla Legrand, 1966 - Mém. Mus. Natn. Hist. Nat. Paris (A)37: 52 (Seychelles)
- Alucita meloui Ustjuzhanin & Kovtunovich, 2016 - Ent. Rev. 96(8):  1115. (Madagascar)
- Alucita mesolychna (Meyrick, 1907) - Trans. Ent. Soc. Lond. 1907:  508. (Sri Lanka e India)
- Alucita microdesma (Meyrick, 1929) - Exot. Micr. 3:  534. (Nuova Guinea)
- Alucita micrographa (Diakonoff, 1954) - Verh. Kon. ned. Akad. v. Wet., Afd. Nat. (2) 50 no. 1:  181. (Nuova Guinea)
- Alucita microscopica (Fletcher, 1910) - Spol. Zeyl. 6(24): 165 (Sri Lanka)
- Alucita mischenini Ustjuzhanin & Kovtunovich, 2018 - Zootaxa 777:  130. (Camerun)
- Alucita molliflua (Meyrick, 1927) - Exot. Micr. 3:  373. (Uganda)
- Alucita montana Barnes & Lindsey, 1921 - Cont. Nat. hist. Lep. N. Amer. 4(4):  449. (Canada e Stati Uniti d’America)
- Alucita montigena (Fletcher, 1910) - Spol. Zeyl. 6(24): 159 (Sri Lanka)
- Alucita mulciber (Meyrick, 1932) - Exot. Micr. 4: 333 (Costa Rica)
- Alucita murphy Ustjuzhanin & Kovtunovich, 2016 - Zootaxa, 4126(4):  533.-547 (Malawi)
- Alucita murzini Ustjuzhanin & Kovtunovich, 2016 - Ent. Rev. 96(8):  1117. (Madagascar)
- Alucita nannodactyla (Rebel, 1907) - Denkschr. Mat. Nat. wiss. Kaiserl. Akad. Wissens. 71(2):  117 (PDF). [pubblicato nel 1931] (Socotra)
- Alucita nasuta Zeller, 1877 - Hor. Soc. Ent. Ross. 13:  486., tav.  6, fig. 172 (Colombia)
- Alucita nephelotoxa (Meyrick, 1907) - Trans. Ent. Soc. Lond. 1907:  505. (India)
- Alucita niphadosema (Diakonoff, 1954) - Verh. Kon. ned. Akad. v. Wet., Afd. Nat. (2) 50 no. 1:  182. (Nuova Guinea)
- Alucita niphostrota (Meyrick, 1907) - Trans. Ent. Soc. Lond. 1907:  507. (Sri Lanka)
- Alucita nipsana Gielis, 2009 - Bol. Soc. Ent. Arag. 44:  22. (Papua Nuova Guinea)
- Alucita nubifera (Meyrick, 1921) - Exot. Micr. 2:  408. (Colombia)
- Alucita nyasa Ustjuzhanin & Kovtunovich, 2016 - Zootaxa, 4126(4):  533.-547 (Malawi)
- Alucita objurgatella (Walsingham, 1907) - Faun. Haw. 1:  477, tav.  10. fig. 11 (Hawaii)
- Alucita ochraspis (Meyrick, 1929) - Exot. Micr. 3:  535. (Nuova Guinea)
- Alucita ochriprota (Hering, 1917) - Stett. Ent. Zeitung 78:  194. (Sudafrica)
- Alucita ochrobasalis van Mastrigt & Gielis, 2009 - SUGAPA 4(2): 34-39 (Papua Nuova Guinea)
- Alucita ochrozona (Meyrick, 1910) - Journ. Bomb. Nat. Hist. Soc. 17:  730. (Bhutan)
- Alucita olga Ustjuzhanin & Kovtunovich, 2018 - Zootaxa 777:  135. (Camerun)
- Alucita ordubadi Zagulajev, 2000 - Entom. Obozr. 80(7):  813 (PDF). URL consultato l'8 novembre 2017 (archiviato dall'url originale il 15 luglio 2013).-821 (Azerbaigian)
- Alucita palodactyla Zeller, 1847 - Isis 40:  908. (Eurasia e Africa settentrionale, presente anche in Italia settentrionale, meridionale, Sicilia e Sardegna)
- Alucita panduris (Meyrick, 1911) - Journ. Bomb. Nat. Hist. Soc. 21:  106. (India)
- Alucita panolbia (Walsingham, 1915) - Biol. C.-Amer. Ins. Lep. Het. 4:  451. (Guatemala)
- Alucita papuaensis Gielis, 2009 - Bol. Soc. Ent. Arag. 44:  23. (Papua Nuova Guinea)
- Alucita patria (Meyrick, 1922) - Exot. Micr. 2:  408. (Guyana)
- Alucita pectinata Scholz & Jäckh, 1994 - Alexanor 18(4): 52 (Grecia)
- Alucita pepperella Whalley, 1962 - Nat. Hist. Rennell I., Brit. Solomon Is. 4: 119 (Rennell)
- Alucita phanerarcha (Meyrick, 1924) - Exot. Micr. 3:  96. (Sudafrica)
- Alucita philomela (Meyrick, 1937) - Iris 51: 170 (Cina)
- Alucita photaula (Meyrick, 1918) - Ann. Transv. Mus. 6:  55. (Sudafrica)
- Alucita phricodes Meyrick, 1886 - Trans. Ent. Soc. Lond. 1886:  20. (Australia)
- Alucita pinalea (Meyrick, 1908) [datato 1907] - Trans. Ent. Soc. Lond. 1908:  506. (Sri Lanka)
- Alucita pliginskii Zagulajev, 2000 - Entom. Obozr. 80(7):  813 (PDF). URL consultato l'8 novembre 2017 (archiviato dall'url originale il 15 luglio 2013).-821 (Ucraina)
- Alucita plumigera (Strand, 1913) - Arch. Naturgesch. 78 A(12):  63. (Guinea Equatoriale)
- Alucita pluvialis (Meyrick, 1907) - Trans. Ent. Soc. Lond. 1907:  505. (India)
- Alucita postfasciata (Fletcher, 1910) - Spol. Zeyl. 6(24): 162, tav, G fig. 6 (Sri Lanka)
- Alucita proseni (Pastrana, 1951) - An. Soc. ent. Argent. 152:  117. (Argentina)
- Alucita pselioxantha (Meyrick, 1929) - Trans. Ent. Soc. Lond. 76: 502 (Isole Tuamotu)
- Alucita pseudohuebneri Scholz, 1997 - Alexanor 20(1): 55 (Turchia e Iran)
- Alucita pterochroma (Clarke, 1986) - Smithson. Contr. Zool. 416: http://bibpurl.oclc.org/web/45897/SCTZ-0416.pdf[collegamento interrotto] (Isole Marchesi)
- Alucita punctiferella Walker, 1866 - List Lep. Het. B. M. 35:  1846. (Honduras)
- Alucita pusilla Hashimoto, 1984 - Tyo Ga 34(3):  113. figg. 1,6,7 (Giappone)
- Alucita pygmaea Meyrick, 1890 - Proc. Linn. Soc. N. S. Wales 14:  1112. (Australia)
- Alucita rhaptica (Meyrick, 1920) - Voy. All. Lep.:  82. (Tanzania)
- Alucita rhymotoma (Meyrick, 1921) - Exot. Micr. 2:  408. (India)
- Alucita riggii (Orfila, 1949) - Comun. Inst. nac. Invest. Cienc. nat. B. Aires. (Zool.) 1 no. 10:  3. (Argentina)
- Alucita ruens (Meyrick, 1929) - Exot. Micr. 3:  538. (Tibet)
- Alucita rutteni Gielis, 2009 - Bol. Soc. Ent. Arag. 44:  23. (Papua Nuova Guinea)
- Alucita sailtavica Zagulajev, 1993 - Proc. Zool. Inst. St.-Petersburg 251: 3 figg. 1-4 (Russia)
- Alucita sakhalinica Zagulajev, 1995 - Entom. Obozr. 74: 112 (Russia)
- Alucita semophantis (Meyrick, 1929) - Exot. Micr. 3:  537. (Nuova Guinea)
- Alucita sertifera (Meyrick, 1921) - Exot. Micr. 2:  406. (Congo)
- Alucita seychellensis (Fletcher, 1910) - Trans. Linn. Soc. Lond. 13:  397. (Seychelles)
- Alucita sikkima (Moore, 1887) - Descr. Ind. Lep.:  282. (India)
- Alucita sochivkoi Ustjuzhanin & Kovtunovich, 2016 - Zootaxa, 4126(4):  533.-547 (Malawi)
- Alucita spicifera (Meyrick, 1911) - Ann. Transv. Mus. 2:  221. (Sudafrica, Malawi, Tanzania e Camerun)
- Alucita stephanopsis (Meyrick, 1921) - Exot. Micr. 2:  407. (Brasile)
- Alucita straminea Hashimoto, 1984 - Tyo Ga 34(3):  119. (Giappone)
- Alucita sycophanta (Meyrick, 1906) - Journ. Bomb. Nat. Hist. Soc. 17:  133. (Sri Lanka)
- Alucita synnephodactyla (Alphéraky, 1876) - Trud. Soc. Ent. Russ. 10:  33. (Caucaso)
- Alucita tandilensis (Pastrana, 1960) - Rev. Soc. ent. Argent. 22: 85 (Argentina)
- Alucita tesserata (Meyrick, 1918) - Ann. Transv. Mus. 6:  34. (Sudafrica)
- Alucita thapsina (Meyrick, 1905) - Journ. Bomb. Nat. Hist. Soc. 16:  583. (Sri Lanka)
- Alucita toxophila (Meyrick, 1906) - Journ. Bomb. Nat. Hist. Soc. 17:  133. (Sri Lanka)
- Alucita trachydesma (Meyrick, 1929) - Exot. Micr. 3:  534. (Bolivia)
- Alucita trachyptera (Meyrick, 1906) - Journ. Bomb. Nat. Hist. Soc. 17:  134. (India e Sri Lanka)
- Alucita tricausta (Meyrick, 1907) - Trans. Ent. Soc. Lond. 1907:  506. (India)
- Alucita tridentata Scholz & Jäckh, 1994 - Alexanor 18(4):  24. (Europa meridionale, presente anche in Sicilia, Sardegna e Corsica)
- Alucita ussurica Ustjuzhanin, 1999 - Far East. Ent. 68:  2 (PDF) (archiviato dall'url originale l'11 novembre 2016). (Russia)
- Alucita vanmastrigti Gielis, 2009 - Bol. Soc. Ent. Arag. 44:  23. (Papua Nuova Guinea)
- Alucita walmakensis Gielis, 2009 - Bol. Soc. Ent. Arag. 44:  24. (Papua Nuova Guinea)
- Alucita wamenaensis Gielis, 2009 - Bol. Soc. Ent. Arag. 44:  24. (Papua Nuova Guinea)
- Alucita withaari Gielis, 2009 - Bol. Soc. Ent. Arag. 44:  24. (Papua Nuova Guinea)
- Alucita xanthodes Meyrick, 1890 - Proc. Linn. Soc. N. S. Wales 14:  1112. (Australia)
- Alucita xanthosticta (Turner, 1923) - Proc. R. Soc. Vict. 36:  58. (Australia)
- Alucita xanthozona (Diakonoff, 1954) - Verh. Kon. ned. Akad. v. Wet., Afd. Nat. (2) 50 no. 1:  179. (Nuova Guinea)
- Alucita zinovievi Kovtunovich & Ustjuzhanin, 2016 - Amurian Zool. J. 8(4): 299-300, figg. 1-2 (Camerun)
- Alucita zonodactyla Zeller, 1847 - Isis 40:  908. (Eurasia, presente anche in Italia settentrionale, meridionale e Sicilia)
- Alucita zumkehri Gielis, 2009 - Bol. Soc. Ent. Arag. 44:  25. (Papua Nuova Guinea)
- Alucita zwieri Gielis, 2009 - Bol. Soc. Ent. Arag. 44:  25. (Papua Nuova Guinea)

### Sinonimi
Sono stati riportati i seguenti sinonimi:
- Aleucita Chambers, 1878 - Bull. U.S. geol. geog. Surv. Terr. 4:  128.[28]
- Allucita Billberg, 1820 - Enum. Ins. Mus. Billb.:  92.[29]
- Alucitina Heydenreich, 1851 - Lepid. Eur. Cat. meth. (Syst. Verz. eur. Schmett.) 3 : 94[30] - Specie tipo: Phalaena hexadactyla Linnaeus, 1758
- Euchiradia Hübner, 1825 - Verz. bekannt. Schmett.:  431.[31] - Specie tipo: Phalaena hexadactyla Linnaeus, 1758
- Orneodes Latreille, 1796 - Prècis Caractères génériques Insectes:  148.[22] - Specie tipo: Phalaena hexadactyla Linnaeus, 1758
- Orneodus Meyrick, 1909 - Ann. Transv. Mus. 2:  4.[32]
- Rhipidophora Hübner, 1822 - Syst.-alphab. Verz. eur. Schmett.:  80.[33] - Specie tipo: Phalaena hexadactyla Linnaeus, 1758
- Ripidophora Hübner, 1806 - Tentamen determinationis digestionis ...:  2.[34]

### Endemismi italiani
Il genere Alucita è presente in Italia con tredici specie, ma non sono segnalati endemismi.

### Alcune specie

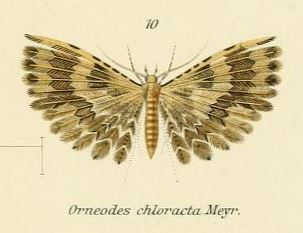
Alucita chloracta
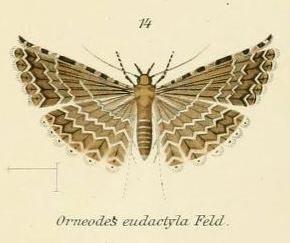
Alucita eudactyla
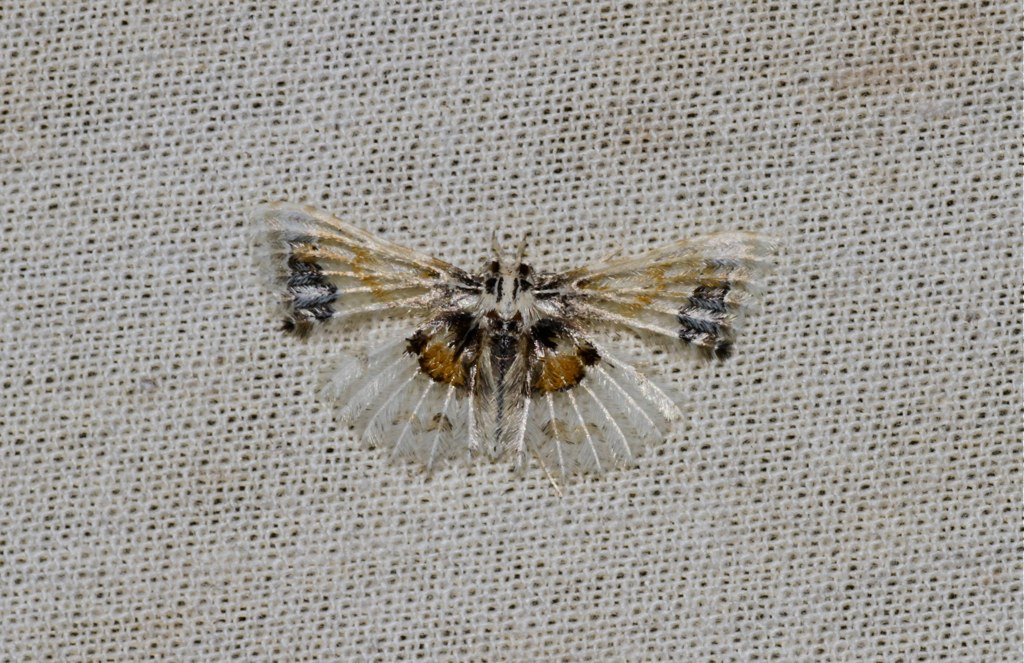
Alucita habrophila
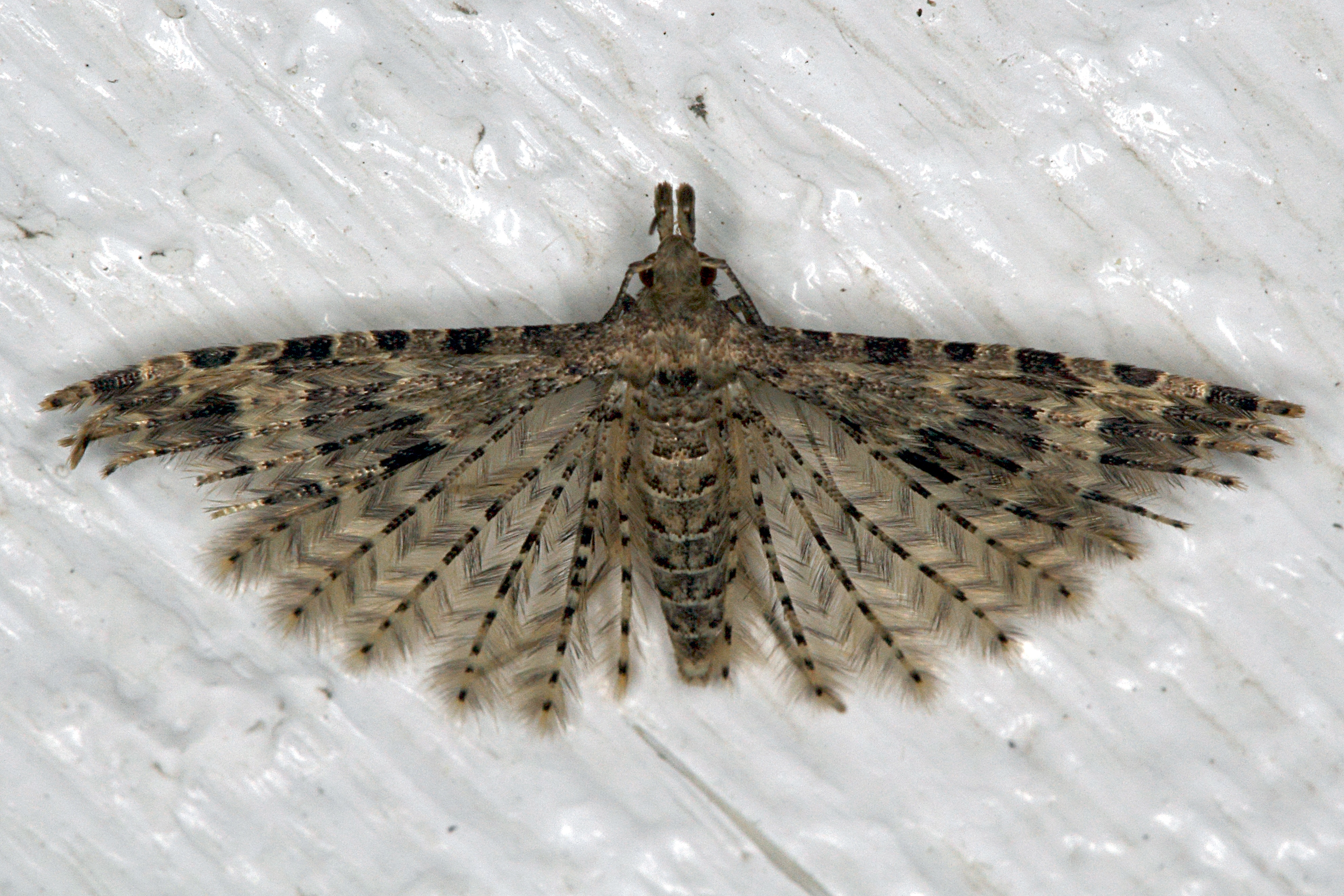
Alucita hexadactyla
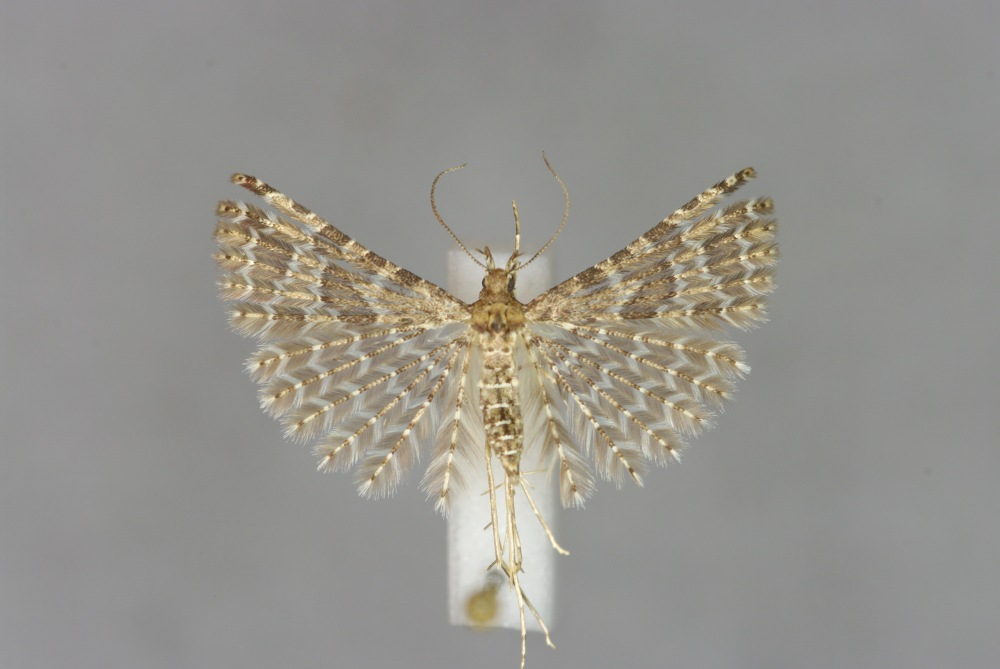
Alucita huebneri
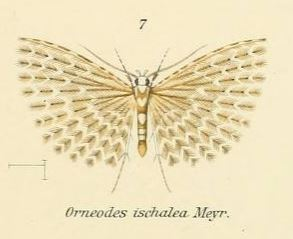
Alucita ischalea
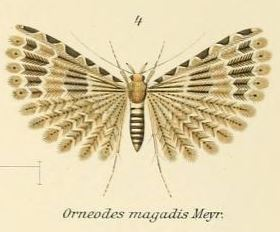
Alucita magadis
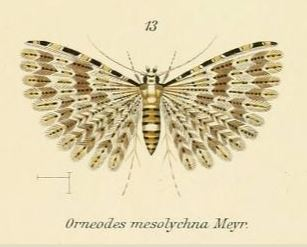
Alucita mesolychna
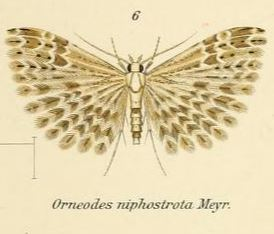
Alucita niphostrota
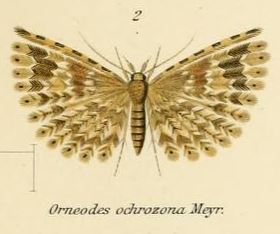
Alucita ochrozona
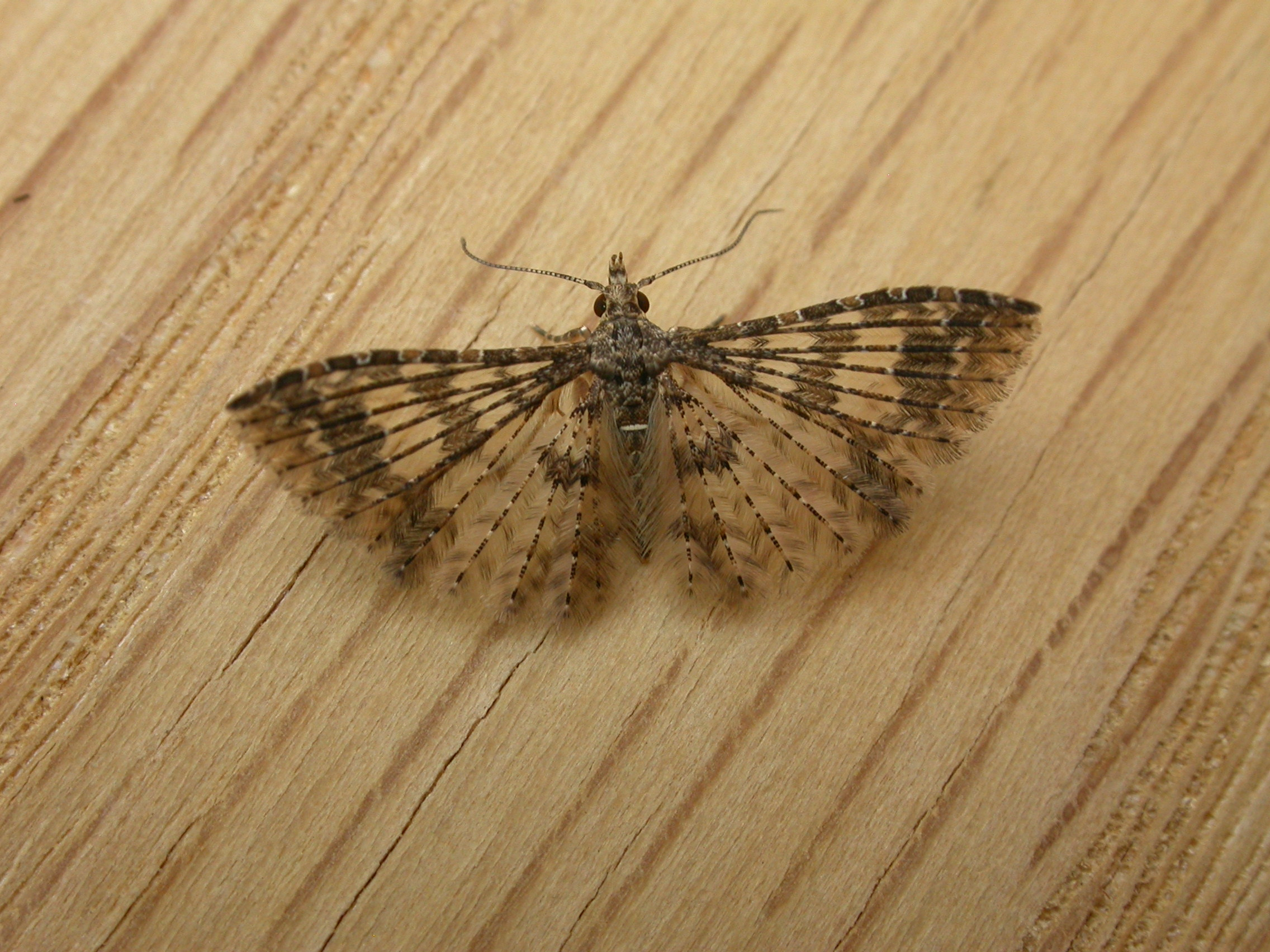
Alucita phricodes
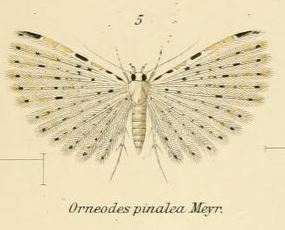
Alucita pinalea
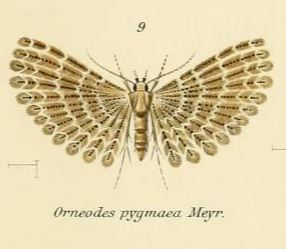
Alucita pygmaea
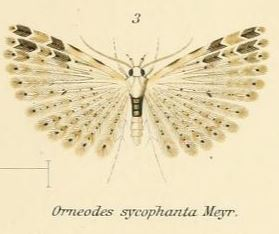
Alucita sycophanta
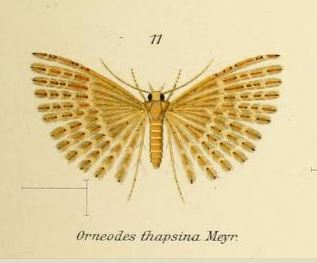
Alucita thapsina
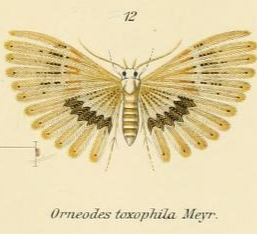
Alucita toxophila
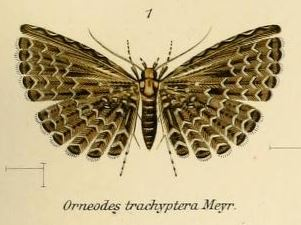
Alucita trachyptera
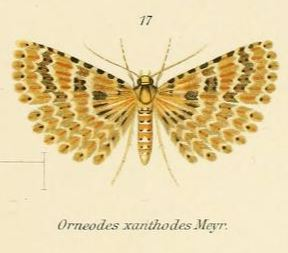
Alucita xanthodes

## Conservazione
Nessuna specie appartenente a questo genere è stata inserita nella Lista rossa IUCN.

### Pubblicazioni
- (EN) Alipanah, H. & Ustjuzhanin, P., Additional notes to the family Alucitidae from Iran (Lepidoptera: Alucitoidea) (PDF), in SHILAP Revista de Lepidopterología, vol. 42, n. 165, Madrid, Sociedad Hispano-Luso-Americana de Lepidopterología, marzo 2014,  pp. 143-149, ISSN 0300-5267 (WC · ACNP), OCLC 488040713.
- (EN) Byun, B.-K., Alucitidae (Lepidoptera) of Korea: Description of a new species and records of two previously unrecorded species (abstract), in Zootaxa, vol. 1188, Auckland, Nuova Zelanda, Magnolia Press, 28 aprile 2006,  pp. : 37–47 (2006), DOI:10.11646/zootaxa.1188.1.3, ISSN 1175-5334 (WC · ACNP), OCLC 70871314.
- (EN) Byun, B.-K.; Han, H.-L.; Park, K.-T., Discovery of a Multi-Plumed Moth, Alucita japonica (Matsumura), (Lepidoptera: Alucitidae) from China (PDF), in Korean Journal of Systematic Zoology, vol. 26, n. 3, Seul, The Korean Society of Systematic Zoology, novembre 2010,  pp. 325-327, DOI:10.5635/KJSZ.2010.26.3.325, ISSN 2233-7687 (WC · ACNP), LCCN 90657738, OCLC 5865766327.
- (EN) Byun, B.-K.; Park, K.-T., Discovery of two new species of Alucitidae (Lepidoptera) from Vietnam (abstract), in Zootaxa, vol. 1390, Auckland, Nuova Zelanda, Magnolia press, 11 gennaio 2007,  pp. 51-57, ISSN 1175-5334 (WC · ACNP), OCLC 6883466823.
- (EN) Carlson, J. E.; Harms, K. E., The benefits of bathing buds: water calyces protect from a microlepidopteran herbivore (PDF), in Biology Letters, vol. 3, n. 4, 22 agosto 2007,  pp. 405-407, DOI:10.1098/rsbl.2007.0095, ISSN 1744-9561 (WC · ACNP), LCCN 2005251072, OCLC 678615846, PMID 17439846.
- (EN) Chambers, V. T., Index to the described Tineina of the United States and Canada (PDF), in Bulletin of the United States Geological and Geographical Survey of the Territories, vol. 4, Washington DC, Government Printing Office, 1878,  pp.  125.-167, LCCN sn87028401, OCLC 1269839.
- (EN) Clarke, J. F. G., Pyralidae and Microlepidoptera of the Marquesas Archipelago (PDF), in Smithsonian Contribution to Zoology, vol. 416, Washington D.C., Smithsonian Institution Press, 1986,  pp. 1-485, DOI:10.5479/si.00810282.416, ISSN 1943-6696 (WC · ACNP), LCCN 85600124, OCLC 12163089.
- (EN) Common, I. F. B., Evolution and Classification of the Lepidoptera (abstract), in Annual Review of Entomology, vol. 20, Palo Alto, California, Entomological Society of America, gennaio 1975,  pp. 183-203, DOI:10.1146/annurev.en.20.010175.001151, ISSN 0066-4170 (WC · ACNP), LCCN 56005750, OCLC 1321134 (archiviato dall'url originale il 3 febbraio 2019).
- (EN) Fazekas, I., Provisional atlas and checklist of the Alucitidae fauna of Hungary (Lepidoptera) (PDF), in Natura Somogyiensis, vol. 17, Kaposvár, 2010,  pp. 257-272.
- (EN) Fleming, H., A new genus and species of Orneodidae (moths) from Rancho Grande, north-central Venezuela (PDF), in Zoologica. (New York), vol. 33, n. 1, New York, New York Zoological Society, 20 aprile 1948,  pp.  39.-43, ISSN 0044-507X (WC · ACNP), LCCN sv89089152, OCLC 752966249.
- (EN) Fletcher, T. B., A new genus and species of Orneodidæ (Lep.) (PDF), in The Entomologist, vol. 42, n. 557, Londra, Simpkin, Marshall & Co., ottobre 1909,  p.  253., ISSN 0013-8878 (WC · ACNP), LCCN sn86022951, OCLC 7322611.
- (EN) Fletcher, T. B., A new south american plume-moth (Lepidoptera, Alucitidae) (abstract), in Proceedings of the Royal Entomological Society of London. Series B, Taxonomy, vol. 9, n. 5, Londra, Royal Entomological Society, maggio 1940,  pp. 83-84, DOI:10.1111/j.1365-3113.1940.tb00350.x, ISSN 0375-0434 (WC · ACNP), LCCN 40002042, OCLC 4642167044.
- (EN) Gielis, C., Additions to the Alucitidae of Papua, Indonesia (Lepidoptera) (PDF), in Boletín Sociedad Entomológica Aragonesa, vol. 44, Saragozza, Sociedad Entomológica Aragonesa, giugno 2009,  pp. 15-33, ISSN 1134-6094 (WC · ACNP), OCLC 499822991.
- (DE) Hannemann, H.-J., Über die Gattungszugehörigkeit von Alucita [Orneodes] dodecadactyla Hübner. (Lep. Alucitidae) (abstract), in Deutsche entomologische Zeitschrift, vol. 6, n. 1-3, Berlino, Deutsche Entomologische Gesellschaft, 1959,  pp. 170-173, DOI:10.1002/mmnd.19590060119, ISSN 1435-1951 (WC · ACNP), LCCN 14006507, OCLC 5157053000.
- (EN) Hashimoto, S., The genus Alucita of Japan (Lepidoptera: Pterophoridae) (PDF), in Tyô to Ga, vol. 34, n. 3, Osaka, Nihon Rinshi Gakkai, 1984,  pp. 111-123, ISSN 0024-0974 (WC · ACNP), LCCN 79640633, OCLC 499958641.
- (EN) Heikkilä, M., Mutanen, M., Wahlberg, N., Sihvonen, P., Kaila, L., Elusive ditrysian phylogeny: an account of combining systematized morphology with molecular data (Lepidoptera) (PDF), in BMC Evolutionary Biology, vol. 15, n. 1, Londra, BioMed Central, 21 novembre 2015,  p. 260, DOI:10.1186/s12862-015-0520-0, ISSN 1471-2148 (WC · ACNP), LCCN 2002243069, OCLC 944275977, PMID 26589618.
- (EN) Heppner, J. B., Faunal Regions and the Diversity of Lepidoptera (abstract), in Tropical Lepidoptera, vol. 2, Suppl. 1, Gainesville, FL, Association for Tropical Lepidoptera, 1991,  p. 85, ISSN 1048-8138 (WC · ACNP), LCCN 91641730, OCLC 25170208.
- (EN) Korb, S. K., A new subspecies of Alucita kosterini Ustjuzhanin, 1999 (Lepidoptera: Alucitidae) from the Turkestansky mountain ridge, Tajikistan (abstract), in Entomologist's Gazette, vol. 64, n. 1, Faringdon, E.W. Classey, 15 febbraio 2013,  pp. 55-60, ISSN 0013-8894 (WC · ACNP), LCCN sf93093861, OCLC 830398262.
- (EN) Kristensen, N. P., Scoble, M. J. & Karsholt, O., Lepidoptera phylogeny and systematics: the state of inventorying moth and butterfly diversity (PDF), in Zootaxa, vol. 1668, Auckland, Nuova Zelanda, Magnolia Press, 21 dicembre 2007,  pp. 699-747, ISSN 1175-5326 (WC · ACNP), OCLC 838570989.
- (EN) Landry, B. and Landry, J.-F., The genus Alucita in North America, with description of two new species (Lepidoptera: Alucitidae) (abstract), in The Canadian Entomologist, vol. 136, n. 4, Ottawa, Entomological Society of Canada, 2 agosto 2004,  pp. 553-579, DOI:10.4039/n03-095, ISSN 0008-347X (WC · ACNP), LCCN agr38000066, OCLC 4796188347.
- (EN) Meyrick, E., On the classification of the Australian Pyralidina (PDF), in Transactions of the Entomological Society of London, vol. 1885, Londra, Entomological Society of London, 1885,  pp.  421.-456, ISSN 0035-8894 (WC · ACNP), LCCN sn88024445, OCLC 2334186.
- (EN) Meyrick, E., On Pyralidina from Australia and the South Pacific (PDF), in Transactions of the Entomological Society of London, vol. 1887, Londra, Entomological Society of London, 1887,  pp.  185.-268, ISSN 0035-8894 (WC · ACNP), LCCN sn88024445, OCLC 2334186.
- (EN) Meyrick, E., Descriptions of Transvaal Micro-Lepidoptera (PDF), in Annals of the Transvaal Museum, vol. 2, n. 1, Pretoria, Transvaal Museum, novembre 1909,  pp.  1.-28, viii tavv., ISSN 0041-1752 (WC · ACNP), LCCN 20008983, OCLC 1714046.
- (FR) Minet, J., Étude morphologique et phylogénétique des organes tympaniques des Pyraloidea. 1. Généralités et homologies. (Lep. Glossata), in Annales Société Entomologique de France, vol. 19, Parigi, La Société Abingdon Oxon, 1983,  pp. 175-207, ISSN 0037-9271 (WC · ACNP), LCCN 2012200144, OCLC 85447298.
- (FR) Nel, J., Espèces nouvelles ou rarement signalées de microlépidoptères des Alpes méridionales françaises (Lepidoptera, Alucitidae, Gelechiidae, Elachistidae, Ochsenheimeriidae), in Bulletin de la société entomologique de France, vol. 106, n. 1, Parigi, La Société, 2001,  pp. 101-104, ISSN 0037-928X (WC · ACNP), LCCN sn94086710, OCLC 1765811.
- (EN) van Mastrigt van, H. & Gielis, C., Some important notes on Alucitidae (Lepidoptera) of Papua, Indonesia, with description of a new species, in Sugapa: Suara Serangga Papua, Informasi Entomologi, vol. 4, n. 2, Jayapura, Indonesia, Kelampak Entomologi Papua, dicembre 2009,  pp. 34-39, ISSN 2468-872X (WC · ACNP), OCLC 645458430.
- (EN) van Nieukerken, E. J., Kaila, L., Kitching, I. J., Kristensen, N. P., Lees, D. C., Minet, J., Mitter, C., Mutanen, M., Regier, J. C., Simonsen, T. J., Wahlberg, N., Yen, S.-H., Zahiri, R., Adamski, D., Baixeras, J., Bartsch, D., Bengtsson, B. Å., Brown, J. W., Bucheli, S. R., Davis, D. R., De Prins, J., De Prins, W., Epstein, M. E., Gentili-Poole, P., Gielis, C., Hättenschwiler, P., Hausmann, A., Holloway, J. D., Kallies, A., Karsholt, O., Kawahara, A. Y., Koster, S. (J. C.), Kozlov, M. V., Lafontaine, J. D., Lamas, G., Landry, J.-F., Lee, S., Nuss, M., Park, K.-T., Penz, C., Rota, J., Schintlmeister, A., Schmidt, B. C., Sohn, J.-C., Solis, M. A., Tarmann, G. M., Warren, A. D., Weller, S., Yakovlev, R. V., Zolotuhin, V. V., Zwick, A., Order Lepidoptera Linnaeus, 1758. In: Zhang, Z.-Q. (Ed.) Animal biodiversity: An outline of higher-level classification and survey of taxonomic richness (PDF), in Zootaxa, vol. 3148, Auckland, Nuova Zelanda, Magnolia Press, 23 dicembre 2011,  pp. 212-221, ISSN 1175-5334 (WC · ACNP), OCLC 971985940.
- (EN) Norberg, R. Å., Flight characteristics of two plume moths, Alucita pentadactyla L. and Orneodes hexadactyla L. (Microlepidoptera) (abstract), in Zoologica Scripta, vol. 1, n. 5, Oxford, Blackwell Science, dicembre 1972,  pp. 241-246, DOI:10.1111/j.1463-6409.1972.tb00573.x, ISSN 0300-3256 (WC · ACNP), LCCN 72625949, OCLC 5153804153.
- (ES) Pastrana, J. A., Dos nuevas especies de Orneodidae de la Argentina y Paraguay (Lep.) (PDF), in Anales de la Sociedad Científica Argentina, vol. 152, n. 3, Buenos Aires, Sociedad Científica Argentina, settembre 1951,  pp.  116.-126, ISSN 0037-8437 (WC · ACNP), LCCN 18004381, OCLC 1765722.
- (EN) Oliver, P. J., Many-plumed Moth Alucita hexadactyla Linnaeus, 1758 (Lep.: Alucitidae) - extended copulation period (PDF), in The Entomologist's record record and journal of variation, vol. 116, part 4, Londra, Charles Phipps, 2004,  pp.  146.-147, ISSN 0013-8916 (WC · ACNP), LCCN unk82014965, OCLC 198134914.
- (EN) Philpott, A., The maxillae in the Lepidoptera (PDF), in Transactions of the New Zealand Institute, vol. 57, Wellington, Royal Society of New Zealand, 22 febbraio 1927,  pp. 721-746, ISSN 1176-6158 (WC · ACNP), OCLC 84073801.
- (EN) Pohl, G. R.; Anweiler, G. G.; Schmidt, B. C.; Kondla, N. G., An annotated list of the Lepidoptera of Alberta, Canada (PDF), in ZooKeys, 38 (special issue), Sofia, Bulgaria, Pensoft Publishers, 5 marzo 2010,  pp. 1-549, DOI:10.3897/zookeys.38.383, ISBN 9789546425348, ISSN 1313-2970 (WC · ACNP), OCLC 610829355.
- (DE) Scholz, A. & Jäckh, E., Taxonomie und Verbreitung der westpaläarktischen Alucita-Arten (Lepidoptera : Alucitidae [Orneodidae]), in Alexanor, vol. 18, 4 (suppl.), Parigi, P. Andre, 1994,  pp. 3-63, ISSN 0002-5208 (WC · ACNP), OCLC 3739431.
- (DE) Sutter, R., Beiträge zur Insektenfauna der DDR: Lepidoptera-Alucitidae, in Beiträge zur Entomologie, vol. 40, Keltern, Goecke & Evers, 1990,  pp. 113-119, ISSN 0005-805X (WC · ACNP), OCLC 1519372.
- (EN) Turner, A. J., Studies on Australian Lepidoptera (PDF), in Proceedings of the Royal Society of Victoria (new series), vol. 35, Melbourne, Victoria, Royal Society of Victoria, 1922,  pp.  26.-62, ISSN 0035-9211 (WC · ACNP), LCCN 17028024, OCLC 1764622.
- (RU) Ustjuzhanin, P. Ya., A new Alucitid moth species from Montane Altai and South-East Kazakhstan (Lepidoptera, Alucitidae), in Vestnik zoologii. Otdelnyĭ vypusk., vol. 4, Kyiv, Ucraina, Schmalhausen Institute of Zoology, 1993,  pp. 83-85, ISSN 2073-2333 (WC · ACNP), OCLC 47289168.
- (EN) Ustjuzhanin, P. Ya., New and little-known Palaearctic species of Alucitidae (Lepidoptera) (PDF), in Far Eastern Entomologist, vol. 68, Vladivostok, Far East Branch of the Russian Entomological Society and Laboratory of Entomology, Institute of Biology and Pedology, gennaio 1999,  pp. 1-7, ISSN 1026-051X (WC · ACNP), LCCN 2009214749, OCLC 40461919 (archiviato dall'url originale l'11 novembre 2016).
- (EN) Ustjuzhanin, P. Ya. and Kovtunovich, V., A revision of the genus Microschismus Fletcher, 1909 (Lepidoptera: Alucitidae) (PDF), in African Invertebrates, vol. 52, n. 2, Pietermaritzburg, Council of the Natal Museum, dicembre 2011,  pp. 557-570, DOI:10.5733/afin.052.0215, ISSN 2305-2562 (WC · ACNP), LCCN 2002229168, OCLC 900964529.
- (EN) Ustjuzhanin, P. Ya.; Kovtunovich, V., New data on the many-plumed moths (Alucitidae, Lepidoptera) of the Far East of Russia (PDF), in Nota Lepidopterologica, vol. 37, n. 2, Karlsruhe, Societas Europaea Lepidopterologica, 27 ottobre 2014,  pp. 135-139, DOI:10.3897/nl.37.8350, ISSN 0342-7536 (WC · ACNP), OCLC 5702924546.
- (EN) Ustjuzhanin, P. Ya. and V. N. Kovtunovich, V. N., A new species of many-plumed moths (Lepidoptera, Alucitidae) from the south of the West Siberian Plain (PDF), in Far Eastern Entomologist, vol. 322, Vladivostok, Far East Branch of the Russian Entomological Society and Laboratory of Entomology, Institute of Biology and Pedology, 2016,  pp. 17-20, ISSN 1026-051X (WC · ACNP), LCCN 2009214749, OCLC 488214393 (archiviato dall'url originale l'11 novembre 2016).
- (EN) Ustjuzhanin, P. Ya.; Kovtunovich, V., The Alucitidae (Lepidoptera) of Malawi with descriptions of five new species (abstract), in Zootaxa, vol. 4126, n. 4, Auckland, Nuova Zelanda, Magnolia Press, 21 giugno 2016,  pp. 533-547, DOI:10.11646/zootaxa.4126.4.5, ISSN 1175-5326 (WC · ACNP), OCLC 6458271594.
- (EN) Ustjuzhanin, P. Ya.; Kovtunovich, V. N., The first data on many-plumed moths of Namibia (Lepidoptera, Alucitidae) (PDF), in Ukrainian Journal of Ecology, vol. 7, n. 4, Kiev, Z︠H︡yva Ukraïna, 2017,  pp. 480-481, DOI:10.15421/2017_147, ISSN 2520-2138 (WC · ACNP), LCCN 2002200420, OCLC 1034012676.
- (EN) Ustjuzhanin, P. Ya.; Kovtunovich, V.; Yakovlev, R., Alucitidae (Lepidoptera), a new family for the Mongolian fauna (PDF), in Nota Lepidopterologica, vol. 39, n. 1, Karlsruhe, Societas Europaea Lepidopterologica, 13 maggio 2016,  pp. 61-66, DOI:10.3897/nl.39.8559, ISSN 0342-7536 (WC · ACNP), OCLC 6042592219.
- (EN) Ustjuzhanin, P.; Kovtunovich, V.; Sáfián, S.; Maicher, V.; Tropek, R., A newly discovered biodiversity hotspot of many-plumed moths in the Mount Cameroon area: first report on species diversity, with description of nine new species (Lepidoptera, Alucitidae) (PDF), in ZooKeys, vol. 777, Sofia, Bulgaria, Pensoft Publishers, 30 luglio 2018,  pp. 119-139, DOI:10.3897/zookeys.777.24729, ISSN 1313-2970 (WC · ACNP), OCLC 610829355.
- (EN) Vargas, H. A., A New Species of Alucita L. (Lepidoptera: Alucitidae) from Northern Chile (PDF), in Neotropical Entomology, vol. 40, n. 1, Londrina, PR, Sociedade Entomológica do Brasil, febbraio 2011,  pp. 85-88, ISSN 1519-566X (WC · ACNP), LCCN 2009263237, OCLC 4796481952, PMID 21437487.
- (RU) Zagulajev, A. K., New and little known species of moths (Lepidoptera: Psychidae, Tineidae, Pterophoridae, Alucitidae) of the fauna of Russia and neighbouring territories, in Entomologicheskoe obozrenie, vol. 75, n. 1, San Pietroburgo, Leningrad Nauka, 1996,  pp. 117-131, ISSN 0367-1445 (WC · ACNP), LCCN 54045655, OCLC 2446733.
- (DE, LA) Zeller, P. C., Borläufer einer vollständigen Naturgeschichte der Pterophoriden, einer Nachfalterfamilie (PDF), in Isis von Oken, vol. 34, XI-XII, Lipsia, Bey Brockhaus, 1841,  pp.  827.-893, LCCN 03001744, OCLC 11255691.

### Testi
- (LA) Billberg, G. J., Enumeratio insectorum in Museo (PDF), Stoccolma, Typis Gadelianis, 1820,  p. 138, DOI:10.5962/bhl.title.49763, ISBN non esistente, OCLC 12734861.
- (FR) Boisduval, J.-B. A. D. et Guenée, A., Histoire naturelle des insectes. Spécies général des lépidoptères (PDF), Volume 9 [t. 8], Parigi, Roret, 1854,  p. 448, DOI:10.5962/bhl.title.9194, ISBN non esistente, LCCN agr03000771, OCLC 5505272.
- (EN) Capinera, J. L. (Ed.), Encyclopedia of Entomology, 4 voll., 2nd Ed., Dordrecht, Springer Science+Business Media B.V., 2008,  pp. lxiii + 4346, ISBN 978-1-4020-6242-1, LCCN 2008930112, OCLC 837039413.
- (EN) Chapman, R. F., The insects: structure and function, 4ª edizione, Cambridge, Cambridge University Press, 1998,  pp. xvii, 770, ISBN 0-521-57048-4, LCCN 97035219, OCLC 37682660.
- (EN) Common, I. F. B., Moths of Australia, Slater, E. (fotografie), Carlton, Victoria, Melbourne University Press, 1990,  pp. vi, 535, 32 con tavv. a colori, ISBN 9780522843262, LCCN 89048654, OCLC 220444217.
- (LA) Fabricius, J. C., Systema entomologiae : sistens insectorvm classes, ordines, genera, species, adiectis synonymis, locis, descriptionibvs, observationibvs (PDF), Flensbvrgi et Lipsiae, in Officina Libraria Kortii, 1775,  p. 832, DOI:10.5962/bhl.title.36510, ISBN non esistente, OCLC 5809898.
- (EN) Fletcher, T. B., Life-histories of Indian Microlepidoptera : Alucitidae (Pterophoridae), Tortricina and Gelechiadae, Nagpur, Dattsons, 1992,  p. 58, ISBN 9788171920099, OCLC 71656189.
- (EN) Gielis, C., World catalogue of insects, Vol. 4: Pterophoroidea & Alucitoidea (Lepidoptera), Stenstrup, Danimarca, Apollo Books, 2003  [1998],  p. 198, ISBN 9788788757682, LCCN 2006356329, OCLC 51968033.
- (FR) Grassé, P.-P. (a cura di), Traité de Zoologie, fascicolo 10, Parigi, Masson, 1951,  pp. 174-448 + pls. 1-3, ISBN non esistente, LCCN 49002833, OCLC 11807259.
- (EN) Grimaldi, D. A.; Engel, M. S., Evolution of the insects, Cambridge [U.K.]; New York, Cambridge University Press, maggio 2005,  pp. xv + 755, ISBN 978-0-521-82149-0, LCCN 2004054605, OCLC 56057971.
- (EN) van Harten, A. (Ed.), Arthropod fauna of the UAE, vol. 2, Abu Dhabi, Dar Al Ummah Printing, 2009,  p. 786, ISBN 978-9948-15-090-9, OCLC 758736999.
- (DE) Heydenreich, G. H., Lepidopterorum Europaeorum catalogus methodicus: systematisches Verzeichniss der europäischen Schmetterlinge, vol. 3, Lipsia, 1851,  p. 94, ISBN non esistente, OCLC 602992235.
- (LA) Hübner, J., Tentamen determinationis digestionis atque denominationis singularum stirpium lepidopterorum peritis ad inspiciendum et dijudicandum communicatum a Jacob Hübner (PDF), Cambridge, S.H. Scudder, 1873  [1806],  p.  2., DOI:10.5962/bhl.title.11651, ISBN non esistente, LCCN 08022994, OCLC 10581644.
- (DE) Hübner, J., Systematisch-alphabetisches Verzeichniss aller bisher bey den Fürbildungen zur Sammlung europäischer Schmetterlinge: angegebenen Gattungsbenennungen: mit Vormerkung auch augsburgischer Gattungen (PDF), Augsburg, Bey dem Verfasser zu Finden, 1820,  p. 81, DOI:10.5962/bhl.title.48605, ISBN non esistente, LCCN agr03000342, OCLC 29833178.
- (DE) Hübner, J., Verzeichniss bekannter Schmettlinge (PDF), Augsburg, bey dem Verfasser zu Finden, 1825,  p. 431, DOI:10.5962/bhl.title.48607, ISBN non esistente, LCCN 08022995, OCLC 3429514.
- (JA) Inoue, H., Check list of the Lepidoptera of Japan - Part 2: Alucitidae - Epicopeidae, Tokyo, Rikusuisha, 1955,  pp. 113-217, ISBN non esistente, OCLC 770706878.
- (EN) Kristensen, N. P. (Ed.), Handbuch der Zoologie / Handbook of Zoology, Band 4: Arthropoda - 2. Hälfte: Insecta - Lepidoptera, moths and butterflies, Kükenthal, W. (Ed.), Fischer, M. (Scientific Ed.), Teilband/Part 35: Volume 1: Evolution, systematics, and biogeography, ristampa 2013, Berlino, New York, Walter de Gruyter, 1999  [1998],  pp. x, 491, ISBN 978-3-11-015704-8, OCLC 174380917.
- (FR) Latreille, P. A., Précis des caractères génériques des insectes, disposés dans un ordre naturel (PDF), Parigi, Prèvôt, 1796,  p. 208, DOI:10.5962/bhl.title.58411, ISBN non esistente, LCCN agr03000193, OCLC 6419012.
- (FR) Leraut, P. J. A., Liste systématique et synonymique des Lépidoptères de France, Belgique et Corse, collana Société entomologique de France - Supplem., Parigi, Alexanor, 1980,  p. 334, ISBN 9782903273019, OCLC 7215870.
- (LA) Linnaeus, C., Pars II, in Systema naturæ[collegamento interrotto], Tom. I, Editio duodecima, reformata, Holmiæ, Laurentius Salvius, 1767,  p. 1328, ISBN non esistente, LCCN agr11000908, OCLC 897527988.
- (EN) Mackerras, L. M. (Ed.), The Insects of Australia. A Textbook for Students and Research Workers, Melbourne, Melbourne University Press, luglio 1970,  pp. xiii 1029, ISBN 9780522838374, LCCN 70461097, OCLC 68933.
- (EN) Meyrick, E., A Revised Handbook of British Lepidoptera, Londra, Watkins and Doncaster, 1928,  pp. vi, 914, ISBN non esistente, LCCN agr28000899, OCLC 676717933.
- (EN) Meyrick, E., Exotic microlepidoptera (PDF), vol. 3, 2ª edizione, Hampton (Middx.), E. W. Classey Ltd., 1929,  p. 640, DOI:10.5962/bhl.title.57905, ISBN 9780900848018, LCCN 73420356, OCLC 28824.
- (EN) Parker, S. B. (Ed.), Synopsis and classification of living organisms, vol. 2, New York, McGraw-Hill, 1982,  p. 1119, ISBN 9780070790315, LCCN 81013653, OCLC 7732464.
- (EN) Scoble, M. J., The Lepidoptera: Form, Function and Diversity, seconda edizione, London, Oxford University Press & Natural History Museum, 2011  [1992],  pp. xi, 404, ISBN 978-0-19-854952-9, LCCN 92004297, OCLC 25282932.
- (EN) Stehr, F. W. (Ed.), Immature Insects, 2 volumi, seconda edizione, Dubuque, Iowa, Kendall/Hunt Pub. Co., 1991  [1987],  pp. ix, 754, ISBN 9780840337023, LCCN 85081922, OCLC 13784377.
- Tremblay, E., Entomologia applicata, volume II - Parte II, 3ª edizione, Napoli, Liguori, 1999  [1993],  p. 437, ISBN 88-207-1405-1, OCLC 879888961.
- (EN) Walker, F., List of the specimens of lepidopterous insects in the collection of the British Museum (PDF), parte 35, Londra, Order of the Trustees, 1866,  p. 2040, DOI:10.5962/bhl.title.58221, ISBN 9781354973349, LCCN agr04000350, OCLC 9610924.